# Craspedophorus
Craspedophorus is een geslacht van kevers uit de familie van de loopkevers (Carabidae). De wetenschappelijke naam van het geslacht is voor het eerst geldig gepubliceerd in 1838 door Hope.

## Soorten
Het geslacht Craspedophorus omvat de volgende soorten:
- Craspedophorus abnormis Bates, 1886
- Craspedophorus alternans (Castelnau, 1867)
- Craspedophorus angulatus (Fabricius, 1781)
- Craspedophorus angusticeps Sloane, 1923
- Craspedophorus australasiae (Chaudoir, 1850)
- Craspedophorus australis (Dejean, 1831)
- Craspedophorus banksi Sloane, 1923
- Craspedophorus basifasciatus (Chaudoir, 1869)
- Craspedophorus bayeri (Burgeon, 1930)
- Craspedophorus benadirensis (G.Muller, 1942)
- Craspedophorus benoiti (Basilewsky, 1953)
- Craspedophorus bifasciatus (Castelnau, 1835)
- Craspedophorus bilunifer Jeannel, 1949
- Craspedophorus bonnyi Bates, 1890
- Craspedophorus bonvouloirii (Chaudoir, 1861)
- Craspedophorus bouvieri Rousseau, 1905
- Craspedophorus bozasi Alluaud, 1930
- Craspedophorus brevicollis (Dejean, 1831)
- Craspedophorus breviformis Bates, 1892
- Craspedophorus brevisternis Bates, 1892
- Craspedophorus buettneri Kolbe, 1889
- Craspedophorus cameronus Bates, 1886
- Craspedophorus carbonarius Harold, 1879
- Craspedophorus cereus (W.S.MacLeay, 1825)
- Craspedophorus chevalieri Alluaud, 1915
- Craspedophorus chinensis Jedlicka, 1965
- Craspedophorus clasispilus Alluaud, 1915
- Craspedophorus comptus (LaFerte-Senectere, 1851)
- Craspedophorus congoanus Kolbe, 1889
- Craspedophorus conspicuus Basilewsky, 1987
- Craspedophorus cordicollis Raffray, 1886
- Craspedophorus cuneatus Alluaud, 1915
- Craspedophorus deflexus Bates, 1886
- Craspedophorus dembickyi Kirschenhofer, 2000
- Craspedophorus dicranothorax Alluaud, 1915
- Craspedophorus elegans (Dejean, 1826)
- Craspedophorus elongatus (Castelnau, 1867)
- Craspedophorus erichsonii (Hope, 1842)
- Craspedophorus ethmoides Alluaud, 1930
- Craspedophorus everetti Heller, 1898
- Craspedophorus feae Bates, 1889
- Craspedophorus festivus (Klug, 1833)
- Craspedophorus formosanus Jedlicka, 1939
- Craspedophorus freudei Jedlicka, 1966
- Craspedophorus gabonicus J.Thomson, 1858
- Craspedophorus galla Raffray, 1886
- Craspedophorus geniculatus (Wiedemann, 1823)
- Craspedophorus ghesquierei Burgeon, 1930
- Craspedophorus gibbosus Peringuey, 1896
- Craspedophorus glaber Bates, 1886
- Craspedophorus gracilipes Bates, 1892
- Craspedophorus gratiosus Chaudoir, 1879
- Craspedophorus gratus (Chaudoir, 1854)
- Craspedophorus gressittorum Darlington, 1971
- Craspedophorus grossus (Hope, 1842)
- Craspedophorus guineensis Basilewsky, 1987
- Craspedophorus halyi Andrewes, 1923
- Craspedophorus hexagonus (Chaudoir, 1861)
- Craspedophorus hilaris (LaFerte-Senectere, 1851)
- Craspedophorus impictus Boheman, 1848
- Craspedophorus incostatus Kirschenhofer, 2000
- Craspedophorus insignis (Schaum, 1853)
- Craspedophorus jeanneli Alluaud, 1930
- Craspedophorus kaboboanus Basilewsky, 1987
- Craspedophorus klugii (Hope, 1842)
- Craspedophorus laevifrons (Schaum, 1863)
- Craspedophorus lafertei Murray, 1857
- Craspedophorus laosensis Kirschenhofer, 2012
- Craspedophorus latemaculatus Alluaud, 1930
- Craspedophorus laticollis (Chaudoir, 1869)
- Craspedophorus laticornis Kirschenhofer, 2000
- Craspedophorus latifrons (Chaudoir, 1876)
- Craspedophorus latigenis Bates, 1892
- Craspedophorus latipennis Burgeon, 1930
- Craspedophorus lebaudyi Alluaud, 1932
- Craspedophorus leprieurii (Castelnau, 1835)
- Craspedophorus lesnei Andrewes, 1926
- Craspedophorus longicollis (Chaudoir, 1879)
- Craspedophorus lykaon Kirschenhofer, 2012
- Craspedophorus macleayi (Sloane, 1903)
- Craspedophorus maculatus Kirschenhofer, 2000
- Craspedophorus magnicollis Quedenfeldt, 1883
- Craspedophorus mandarinellus Bates, 1892
- Craspedophorus mandarinus (Schaum, 1854)
- Craspedophorus mannae Andrewes, 1930
- Craspedophorus merus Peringuey, 1904
- Craspedophorus microcephalus (Dejean, 1831)
- Craspedophorus microspilotus Andrewes, 1924
- Craspedophorus milzi Duvivier, 1891
- Craspedophorus mniszechi Chaudoir, 1879
- Craspedophorus molossus Kirschenhofer, 2000
- Craspedophorus montivagus Basilewsky, 1976
- Craspedophorus mouhotii (Chaudoir, 1869)
- Craspedophorus muata Harold, 1878
- Craspedophorus neglectus Kirschenhofer, 2000
- Craspedophorus nepalensis (Kirschenhofer, 1996)
- Craspedophorus nigrita (Kunckel dHerculais, 1891)
- Craspedophorus nobilis (Dejean, 1826)
- Craspedophorus notabilis Xie & Yu, 1991
- Craspedophorus numitor Kirschenhofer, 2000
- Craspedophorus obesus Louwerens, 1953
- Craspedophorus obscurus Xie & Yu, 1991
- Craspedophorus opulentus (Peringuey, 1899)
- Craspedophorus ornatus (Boheman, 1848)
- Craspedophorus ovatulus Kirschenhofer, 2000
- Craspedophorus oxygonus (Chaudoir, 1861)
- Craspedophorus pacholatkoi Kirschenhofer, 2000
- Craspedophorus paromius Basilewsky, 1987
- Craspedophorus parvulus (Macleay, 1888)
- Craspedophorus phenax Basilewsky, 1987
- Craspedophorus philippinus Jedlicka, 1939
- Craspedophorus pretiosus (Chaudoir, 1837)
- Craspedophorus probsti (Kirschenhofer, 1996)
- Craspedophorus pseudofestivus Burgeon, 1930
- Craspedophorus pubiger (Chaudoir, 1861)
- Craspedophorus pungens (Alluaud, 1895)
- Craspedophorus reflexus (Fabricius, 1775)
- Craspedophorus regalis Gory, 1833
- Craspedophorus rockhamptonensis (Castelnau, 1867)
- Craspedophorus ruficrus (LaFerte-Senectere, 1851)
- Craspedophorus rufipalpis (LaFerte-Senectere, 1851)
- Craspedophorus saundersii (Chaudoir, 1869)
- Craspedophorus savagei (Hope, 1842)
- Craspedophorus selenoderus (Laferte-Senectere, 1850)
- Craspedophorus simplicicollis Burgeon, 1930
- Craspedophorus somalicus Basilewsky, 1987
- Craspedophorus stanley Alluaud, 1930
- Craspedophorus stenocephalus (Reiche, 1847)
- Craspedophorus strachani (Hope, 1842)
- Craspedophorus strangulatus Murray, 1857
- Craspedophorus subgratiosus Basilewsky, 1987
- Craspedophorus sublaevis (Chaudoir, 1869)
- Craspedophorus sundaicus (Oberthur, 1883)
- Craspedophorus tetrastigma (Chaudoir, 1850)
- Craspedophorus transversalis Castelnau, 1835
- Craspedophorus tropicus (Hope, 1842)
- Craspedophorus unicolor (Chaudoir, 1878)
- Craspedophorus vietnamensis Kirschenhofer, 2000
- Craspedophorus volanus (Alluaud, 1895)
- Craspedophorus yalaensis Kirschenhofer, 2010